# Bogumił Brzeziński (żużlowiec)
Bogumił Brzeziński (ur. 10 maja 1947 w Bielawach, zm. 17 lutego 2021) – polski żużlowiec.
Sport żużlowy uprawiał w latach 1967–1973, przez całą karierę reprezentując Polonię Bydgoszcz. W barwach tego klubu zdobył dwa medale drużynowych mistrzostw Polski: złoty (1971) oraz srebrny (1972). W 1967 r. wystąpił w rozegranym w Bydgoszczy finale młodzieżowych indywidualnych mistrzostw Polski, zajmując XIV miejsce.